# Chwiły
Chwiły – kolonia w Polsce położona w województwie opolskim, w powiecie oleskim, w gminie Rudniki.
W latach 1975–1998 miejscowość położona była w województwie częstochowskim.